# Wendy Palmer
Wendy Palmer-Daniel (* 12. August 1974 in Durham, North Carolina, Vereinigte Staaten) ist eine professionelle Basketball-Spielerin. Zuletzt spielte sie für die Seattle Storm in der Women’s National Basketball Association als Power Forward.

## Karriere

### College
Bevor Palmer in die WNBA wechselte, spielte sie als Power Forward für das Damen-Basketballteam der University of Virginia.

### Women’s National Basketball Association
Wendy Palmer wurde im Elite Draft 1997 von den Utah Starzz an der neunten Stelle gezogen. In der Saison 1999 transferierte Utah Wendy mitten in der Saison nach Detroit. Detroit transferierte sie dann in der Saison 2002 zu den Orlando Miracles. Nach Ende der Saison wurden die Miracles nach Connecticut umgesiedelt, wo sie dann zu den Connecticut Sun wurden. Somit spielte sie ab der Saison 2003 für die Sun, wo sie in der Saison 2004 den WNBA Most Improved Player Award erhielt. Nach dieser Saison unterzeichnete sie als Free-Agent einen Ein-Jahres-Vertrag bei den San Antonio Silver Stars.
Vor der Saison 2006 unterzeichnete sie bei den Seattle Storm, jedoch konnte sie in ihrer ersten Saison für die Storm, wegen einer Verletzung, nur fünf Spiele spielen. Nach ihrer Genesung kam sie im Jahr 2007 wieder regelmäßig zum Einsatz, diese war die letzte aktive Saison von ihr.
Für einige Jahre war sie auch für Vereine in Europa aktiv.